# Martin BM
Die Martin BM war das erste speziell als Sturzkampfflugzeug gebaute Flugzeug der United States Navy, das in der Lage war, eine schwere Bombe zu tragen, die es auch ermöglichte, gepanzerte Kriegsschiffe zu beschädigen oder zu versenken.

## Geschichte
Vor der Martin BM waren die Möglichkeiten der erfolgreichen Bekämpfung von Kriegsschiffen mit Bomben gering, da sowohl das Gewicht der Bomben als auch die Treffergenauigkeit dies einschränkte. Um die Anforderungen an einen Sturzkampfbomber für die US Navy und das United States Marine Corps zu erfüllen, entwarf das Bureau of Aeronautics der US Navy einen Doppeldecker mit festem Spornradfahrwerk mit der Bezeichnung Bureau Design 77. Zwei Prototypen wurden im Juni 1928 bestellt, einer von Martin als XT5M-1 bezeichnet und einer von der Naval Aircraft Factory als XT2N-1 bezeichnet.
Der Buchstabe T in den Flugzeugbezeichnungen lässt auf Torpedoflugzeuge schließen, jedoch waren diese Flugzeuge nie dazu bestimmt oder wurden verwendet, Torpedos zu tragen.
Der Erstflug der Martin XF5M-1 fand am 17. Mai 1929 statt und sie ging anschließend an die Marinefliegerstation Anacostia, um durch die US Navy getestet zu werden. Bei den Tests, die bis in den Oktober dauerten, wurden Schäden an der Struktur festgestellt. Daraufhin wurde das Flugzeug wieder an Martin gegeben, um diese zu verstärken. Es wurden weitere Tests bei der US Navy mit 1000-Pfund-Bomben durchgeführt, wobei die Verstärkung der Flügel überzeugte.
Im April 1930 schloss die US Navy einen Vertrag mit Martin über zwölf (später auf sechzehn erhöht) Serienflugzeuge mit der Bezeichnung BM-1 ab, die von dem P&W-R-1690-44-Motor mit 625 PS angetrieben wurden. Dies war das erste Flugzeug mit dem Buchstaben B für Bomber und entsprach somit der eigentlichen Verwendungsart.
Weitere Flugzeuge, die ähnlich der BM-1 waren wie die XBM-1 und die BM-2, folgten.
Bei der Abnahmeprüfung der ersten BM-1 im September 1931 kam es zu einem tödlichen Absturz bei einem Sturzflug, wobei wieder die Festigkeit der Tragfläche die Ursache war. Martin konnte den Vertrag mit der Navy retten, indem es die Flügelstruktur verstärkte und im Januar 1932 ein Flugzeug mit derselben BuNo. A-8879 auslieferte. Das Flugzeug wurde am 27. Februar 1932 angenommen.
Sechzehn BM-2 wurden zwischen August 1932 und Januar 1933 durch die US Navy angenommen.
Die Martin BM war der letzte Doppeldecker, der bei Martin für die US Navy gebaut wurde.
Eingesetzt wurden die Martin BM zwischen 1932 und 1938 bei verschiedenen Einheiten der Flugzeugträger USS Lexington, USS Saratoga, USS Yorktown, USS Ranger und USS Enterprise.
Im Einsatz erwies sich die Martin BM als beliebtes und zuverlässiges Flugzeug, das sowohl zur Aufklärung als auch für Bombenangriffe geeignet war. Die Tag- und Nachteinsätze stellten keine besonderen Schwierigkeiten bei der Nutzung des Flugzeuges dar.
Nachdem die vorhandenen Martin BM aus dem Trägerbetrieb genommen worden waren, wurden diese noch eine Zeit von Land aus für Test- und Versorgungsaufgaben verwendet.
Alle BM waren bis Ende 1939 aus dem Bestand der US Navy gestrichen und das letzte Exemplar wurde 1940 verschrottet.

## Konstruktion
Das Flugzeug war ein zweisitziger Doppeldecker mit Metallrumpf, stoffbespannten Flügeln und Steuerflächen.
Als die beiden Auftragnehmer bereits an ihren Prototypen arbeiteten, befassten sich die Ingenieure des Bureau of Aeronautics mit dem Problem, dass beim Abwurf der Bombe im Sturzflug die Propellerblätter zerstört werden könnten.
Als Lösung hierfür wurde eine Bombenablenkgabel vorgeschlagen, deren Beschlag unten hinter dem Motor angebracht war. Die Bombe war an der Bombengabel befestigt und schwenkte diese kurz vor der Auslösung im Sturzflug so aus, dass diese gefahrlos für das Flugzeug abgeworfen werden konnte. Die Idee wurde Martin zur weiteren Entwicklung und Umsetzung in der XT5M-1 übergeben.
Die Bombenablenkgabel funktionierte später im Einsatz wie beabsichtigt, vorausgesetzt, der Pilot hatte zum Zeitpunkt des Auslösens einen Seitenversatz korrigiert. Eine solche seitliche Bewegung konnte dazu führen, dass die Bombe die Fahrwerksstreben streifte, wenn sie aus dem Gestell herunterschwang, wobei die gemeldeten Vorfälle nur geringe Schäden verursachten.

## Naval Aircraft Factory XT2N-1
Die NAF XT2N-1 basierte auch auf dem Design 77 des Bureau of Aeronautics. Davon wurde nur ein Prototyp gebaut, dessen Erstflug im Mai 1930 stattfand. Bei den Tests, die dann im Juni 1930 in der Marinefliegerstation Anacostia stattfanden, wurden mehrere Mängel festgestellt. Darunter Probleme mit dem Kraftstoffsystem, der Motorkühlung und eine Schwäche im Heckbereich des Flugzeuges.
Ein Vertrag, der dann jedoch storniert wurde, sah den Bau einer XBN-1 vor, der mit der BuNo. A-8643 versehen war.

## Versionen
Versionen des BuAer Design 77, von dem 37 Flugzeuge gebaut wurden.
Martin XT5M-1 – Martin Modell 77
Ein Prototyp gebaut mit einem Flugmotor Pratt & Whitney R-1690-22, Martin Seriennummer: 401, BuNo: A-8051
NAF XT2N-1
Ein Prototyp gebaut mit einem Wright R-1750D Flugmotor, BuNo: A-8052
Martin BM-1 – Martin Modell 125
Achtzehn gebaute Flugzeuge mit einem Flugmotor Pratt & Whitney R-1690-44
BM-1, Martin Seriennummer: 473, BuNo: A-8879
BM-1, Martin Seriennummer: 474, BuNo: A-8879 (neu gebaute mit der gleichen BuNo.)
BM-1, Martin Seriennummer: 475 – 483, BuNo: A-8880 – A-8888
XBM-1, Martin Seriennummer: 484, BuNo: 9212
BM-1, Martin Seriennummer: 501 – 502, BuNo: A-8889 – A-8890
BM-1, Martin Seriennummer: 503 – 506, BuNo: 9214 – 9217
Martin BM-2 – Martin Modell 129
Siebzehn gebaute Flugzeuge, ähnlich der BM-1
BM-2, Martin Seriennummer: 485
BM-2, Martin Seriennummer: 486 – 500, BuNo: A-9170 – A-9184
BM-2, Martin Seriennummer: 507, BuNo: A-9185

## Nutzung
Vereinigte Staaten
- National Advisory Committee for Aeronautics
- United States Navy
  - VT-1S/VT-1B/VB-1B/VT-2 (1932–38)
  - VB-3B (1934–35)
  - VB-5 (1938)
  - VT-5 (1937–38)
  - VT-6 (1937–38)

## Zwischenfälle
Von den 36 gebauten Flugzeugen gingen sieben bei Unfällen verloren:
- 6. November 1931: BM-1 A-8879 abgestürzt bei einem Abnahmeflug.
- 4. Januar 1933: BM-2 A-9181 in einen Wald gestürzt, nachdem der Treibstoff ausgegangen war.
- 27. August 1934: BM-1 A-8888 von der VB-1B landete bei schlechtem Wetter in Arizona und wurde dabei irreparabel beschädigt.
- 27. März 1935: BM-1 A-8889 von der VB-1B stürzte bei Nachteinsätzen von der Lexington vor Kalifornien ins Wasser.
- 7. Dezember 1936: BM-2 A-9174 von der VB-1B stürzte bei Sturzflugübungen ins Meer.
- 12. März 1938: BM-1: A-8880 von der VT-5 stürzte bei der Landung in Hagerstown, Maryland, ab.
- 19. April 1938: BM-1: A9217 von der VB-5 hatte einen Landeunfall, als sie in Virginia Beach über den Landeplatz rollte und dabei umkippte.

## Technische Daten
| Kenngröße             | Martin BM-2 |
| --------------------- | --- |
| Besatzung             | ein Pilot, ein Bordschütze |
| Länge                 | 8,65 m |
| Spannweite            | 12,50 m |
| Höhe                  | 3,76 m |
| Flügelfläche          | 38,74 m² |
| Flügelstreckung       | 4,03 |
| Leermasse             | 1678 kg |
| max. Startmasse       | 2607 kg |
| Reisegeschwindigkeit  | 153 km/h |
| Höchstgeschwindigkeit | 233 km/h |
| Dienstgipfelhöhe      | 5000 m |
| Reichweite            | 660 km mit der 454-kg-Bombe |
| Triebwerke            | 1 × Pratt & Whitney R-1690-44 625 PS (460 kW) |
| Bewaffnung            | Rohrwaffen: ein nach vorn feuerndes Browning-MG 0,30 in (7,62 cm) ein bewegliches Browning-MG 0,30 in (7,62 cm) im hinteren Cockpit Abwurfmunition: eine Bombe mit 1000 lb (454 kg) |

## Vergleichbare Typen
- Curtiss F8C Helldiver
- Curtiss F11C Goshawk
- Consolidated B2Y
- Great Lakes BG
- Heinkel He 50
- Henschel Hs 123